# YL (rappeur)
Pour les articles homonymes, voir YL.
YL (initiales de « Yamine L'Artyste »), de son vrai nom Yamine Kabene, né le 6 avril 1996 à Metz, est un rappeur et chanteur franco-algérien.
Ayant grandi dans la cité d'Air Bel dans le quartier de La Pomme à Marseille, YL se rapproche dès ses onze ans du collectif Click 11:43, premier groupe de Kofs et Naps notamment, avant de produire ses premiers morceaux au sein du label Bylka Prod en 2016.
Après des collaborations avec Sofiane qui le font connaître du grand public, YL signe avec le label Def Jam France en 2017 et sort la mixtape Confidences le 23 février 2018, certifiée disque d'or. Le projet contient notamment le single Sicario en featuring avec Ninho, certifié single d'or.
Le 1er février 2019 sort l'album Nyx et Érèbe certifié disque d'or, contenant notamment le titre Nina certifié single de platine, et suivi le 15 février 2019 de l'album Æther et Héméra contenant notamment le titre Tu m'en veux certifié single d'or.
En 2020, passé indépendant avec son label Blue Hills, YL inaugure sa série de freestyles Larlar et sort la mixtape Vaillants le 17 avril 2020, produite en collaboration avec sa communauté durant la pandémie de Covid-19 et contenant notamment le titre Vaillante certifié single de platine. L'album Compte de faits sort le 18 septembre 2020, avec comme featurings Rim'K, Da Uzi, ISK, Naps et Rohff.
En 2021, YL joue dans la saison 2 de la série Validé et participe à sa bande originale, tout en sortant des inédits et apparaissant sur des projets en tant qu'invité, comme Le Classico organisé.
L'album Yamine sort le 25 février 2022, comprenant des featurings avec ISK, Sasso et Kofs.
L'album LARLAR (Part. 1) sort le 24 novembre 2023, comprenant des featurings avec MIG, Kofs et Sadek, suivi de LARLAR (Part. 2) le 23 février 2024 comprenant des featurings avec TK, ASHE 22, Anas, Fgz et Krimo 68.

## Biographie

### Enfance et débuts
Yamine Kabene est né le 6 avril 1996 à Metz,, d'une famille originaire de Chlef en Algérie. Lorsqu'il a sept ans, sa famille s'installe dans la cité d'Air Bel dans le quartier de La Pomme à Marseille, où il grandit, dernier fils d'une famille de sept enfants.
Le jeune franco-algérien passe une enfance et une scolarité perturbée et séjourne dans plusieurs foyers. Il porte cependant un grand intérêt à l'école et plus particulièrement à la mythologie grecque, notamment au mythe de Prométhée, ce qui le mène pendant un temps à envisager de devenir professeur d'Histoire.
YL commence le rap en 2007, à l'âge de onze ans, en prenant le micro au sein de la Click 11:43, premier groupe de Kofs et Naps notamment, participant par exemple au morceau Rien à foutre en 2011,. Il prend pour surnom « Yamine L'Artyste » avant de changer pour les seules initiales « YL ».

### 2016: Premières collaborations et début de carrière professionnelle
Le 17 août 2016 sort le vidéoclip du titre éponyme de l'album Pochon bleu de Naps, sur lequel YL apparait en featuring parmi le collectif 13ème Art (label indépendant marseillais), certifié single de platine le 16 février 2023. Il participe également à la série de freestyles collectifs #MarseilleAllStars, sur les morceaux Narcos sorti le 29 juillet 2016, Épisode 2 le 19 août 2016 et Épisode 3 le 22 février 2017, ce dernier en featuring avec Le Rat Luciano et Kamikaz.
YL produit ses premiers titres au sein du label Bylka Prod, avec notamment le single Enfant d'Africain sorti le 15 décembre 2016,. Son titre Traficanté, dont le vidéoclip sort le 23 décembre 2016, figure sur la bande originale du film Chouf,.
YL commence officiellement sa carrière de rappeur avec le freestyle  Plata O Plomo sorti le 13 mai 2016. Deux collaborations sur des projets de Sofiane le font connaître d'un public plus large : sa participation au freestyle Dis-moi où tu pecho avec Sofiane et Timal sorti le 28 décembre 2016 extrait de la mixtape #JesuispasséchezSo, et sa participation au titre Le Cercle avec Sofiane, Hornet La Frappe et GLK sorti le 10 mai 2017 et certifié single d'or le 18 juillet 2024, extrait de l'album Bandit Saleté. Il apparaît également en featuring sur le titre C'est grave de Naps sorti le 27 octobre 2016[réf. souhaitée].

### 2017: Ascension et découverte du grand public
YL figure sur la liste des « rappeurs à suivre » de l'année 2017 de Booska-P qui déclare à son propos : « avec sa voix rauque et son univers sans concession, il a réussi à se faire entendre jusqu'à Paris », suivi du freestyle Booska Sarrazin pour le même site sorti le 3 février 2017.
Le 2 avril 2017 sort le single Insomnia, accompagné d'un court-métrage dans lequel jouent notamment Sofiane et Moussa Maaskri.
En mai 2017, le rappeur signe avec le label Def Jam France. Dans la foulée, il sort successivement les titres Loin le 19 mai, Anges & Démons le 7 juillet, le freestyle Booska Sarrazin 2 pour Booska-P le 1er septembre et Sarrazin le 11 août, dans lequel il annonce la sortie prochaine de sa première mixtape qui contiendra un featuring avec Jul annoncé fin août.
YL participe au premier épisode de l'émission de Sofiane Rentre dans le Cercle diffusé sur la chaine YouTube de Daymolition le 8 septembre 2017. Le rappeur sort ensuite les singles 4 tours le 15 septembre, Qui le 27 octobre 2017, Mon barrio le 10 novembre et les deux inédits Balmain et Kendrick Larlar le 22 décembre.

### 2018: MixtapeConfidences
Le 10 janvier 2018 sort le freestyle Confidences N°1 dans lequel il annonce la mixtape Confidences, prévue pour le 23 février 2018. Le 19 janvier sort Fruit d'mon époque, premier extrait officiel de la mixtape, puis le freestyle Confidences N°2 le 24 janvier.
Les featurings de Confidences sont annoncés successivement chaque jour entre le 26 janvier 2018 et le 31 janvier, avec Alonzo, Ninho, Soolking, Niro, Sofiane et celui avec Jul confirmé, suivi le même jour par la révélation de la liste des 17 pistes de Confidences.
Le premier featuring dévoilé est Vai Nova avec Soolking, sorti le 2 février accompagné d'un clip vidéo. Concernant la mixtape, le rappeur réaffirme sa proximité avec le rappeur Sofiane et sa vision du rap et de la réussite : « on n'est pas des voyous on est des vaillants mon frère, ça veut dire qu'on respecte tout le monde, on est gentil et on fait ce qu'il y a à faire en toutes circonstances. Aujourd'hui, si je suis aussi débrouillard, c'est en grande partie grâce aux études ». Le 16 février sort le freestyle Booska Confidences pour Booska-P.
La mixtape Confidences sort le 23 février 2018. Il s'écoule à 14 521 exemplaires lors de sa première semaine, deuxième du top album français derrière Rien à branler de Lorenzo et certifié disque d'or le 1er juin 2018,. Le vidéoclip de Sicario en featuring avec Ninho sort le 6 avril 2018 et est certifié single d'or le 4 septembre 2020 et celui de Elle me ment sort le 9 mai 2018.
Le 11 mai 2018 sort Massacre, titre extrait de la compilation Game Over réunissant YL et le rappeur GLK. Fin septembre 2018, le rappeur annonce une collaboration avec l'équipementier Puma pour la nouvelle ligne de l'Olympique de Marseille. Le rappeur figure en featuring sur le titre Immigri extrait de l'album  de Rim'K Mutant sorti le 21 septembre 2018, avec un vidéoclip sorti le 3 octobre et sur le titre Encore en featuring avec Sofiane et Sadek sur l'album de ce dernier, Johnny de Janeiro, sorti le 28 septembre 2018.
Le 25 septembre 2018, YL est interpellé pour entrave à la circulation et participation à un attroupement armé dans le cadre du tournage non autorisé du vidéoclip de Pas pareil en featuring avec Timal dans le quartier des Minguettes à Vénissieux,,. Le vidéoclip du titre, premier extrait de son premier album studio, sort le 5 octobre 2018.

### 2019: AlbumsNyx et ÉrèbeetÆther et Héméra
L'album, intitulé Nyx et Érèbe, est tout d'abord prévu pour le 9 novembre avant d'être repoussé. Le rappeur sort successivement les freestyles Nyx le 30 novembre, Érèbe le 7 décembre, Æther le 14 décembre et Héméra le 28 décembre, ce dernier titre accompagné de la date de sortie de l'album pour le 1er février 2019. Les quatre titres sont absents du projet, YL déclarant : « Les gens ont compris le concept, ils se l'approprient, je ne voulais pas leur livrer un projet comme ça, à la volée… Album, pour moi, c'est un mot noble, ça ne peut pas être un ramassis de titres qui vont ensemble. Il y a un jeu qui s'est fait avec les freestyles, etc. »
Le 11 janvier 2019 sort le vidéoclip du single Regarde moi, accompagné de la liste des treize titres de l'album, comprenant des featurings avec Timal et Niro. Le 28 janvier 2019 sort le freestyle Booska 15 février pour Booska-P. Le 31 janvier 2019, quelques heures avant la sortie de l'album, YL sort le vidéoclip du single 3min6.
Nyx et Érèbe sort le 1er février 2019. L'album tire son nom des divinités grecques Nyx et Érèbe, confirmant l'intérêt du rappeur pour la mythologie grecque : « je suis passionné d'histoire, pouvoir mixer la musique à la mythologie, c'était parfait pour moi ». 

« Je suis rentré en studio en avril et on a tout terminé en septembre. Cet album, je l'ai travaillé en boot camp, avec tous les compositeurs on prend une maison et on se met en camp pendant deux ou trois semaines. Et trois boot camp, on a trouvé la colonne vertébrale du projet. C'est à la fin, une fois que l'audio était prêt, que j'ai choisi le titre de Nyx et Erèbe, à partir du mood que fait ressentir l'album. »

L'album se vend à 4 561 lors de sa première semaine et est certifé disque d'or le 30 septembre 2021.
Le 15 février 2019 sort l'album Æther et Héméra, du nom des divinités grecques Æther et Héméra, annoncé sur Skyrock cinq jours après la sortie de Nyx et Érèbe et comprenant treize pistes dont des featurings avec RK, Monica Pereira, Oussagaza et Sidouh. Le titre Tu m'en veux est certifié single d'or le 8 décembre 2022. Le 22 février sort le vidéoclip de Nina extrait de Nyx et Érèbe, certifié single de platine le 4 juillet 2024.
En octobre 2019, YL quitte le label Bylka Prod et passe en indépendant sur son label Blue Hills.

### 2020: Label Blue Hills, série de freestylesLarlar, mixtapeVaillantset albumCompte de faits
Le 10 janvier 2020, YL inaugure la série de freestyle Larlar avec Larlar #1 (Quartier vide), suivi de Larlar 2 (Tennessee) le 7 février et Larlar 3 (Copenhague) le 6 mars tourné à Alger.
Le 17 avril 2020 sort la mixtape Vaillants, surnom qu'il donne à ses fans,. Le projet, comprenant 12 pistes sans aucun featuring, est enregistré dans son studio personnel durant la pandémie de Covid-19 en collaboration avec sa communauté,,. La mixtape se vend à 2 117 exemplaires lors de sa première semaine. Le premier épisode de la mini-série Larlar Story, retraçant la production de la mixtape, est publiée le même jour sur YouTube. Deux vidéoclips extraits de la mixtape sortent successivement : Vaillante le 20 avril, certifié single de platine le 1er février 2024 et #213 le 11 mai sur des images supplémentaires du tournage de Larlar 3 (Copenhague).
Le 12 juin 2020, YL apparaît en featuring sur le titre Fazer d'ISK, bonus track de son album Vérité. Le 3 juillet sort J'me casse en featuring avec Naps, premier extrait du prochain album d'YL. Le 30 juillet sort le freestyle Larlar 4 (Air Bel Gvng). Le 14 septembre sort le freestyle Booska Compte de faits pour Booska-P. Le 30 septembre, Yl apparait en featuring sur le titre Menace de Dika, extrait de son album La rue scolarise.
Le 21 août, YL annonce le titre et la date de sortie de son nouvel album, Compte de faits, pour le 18 septembre 2020. Le 2 septembre sort le vidéoclip de Tout laisser, deuxième extrait de l'album. Le 6 septembre, YL dévoile la liste des 15 pistes comprenant des featurings avec Rim'K, DA Uzi, ISK, Naps et Rohff,. Le clip de Malfaiteurs avec DA Uzi sort le 19 octobre 2020.
L'album Compte de faits sort le 18 septembre 2020, se vendant à 4 350 exemplaires lors de sa première semaine. Le vidéoclip de Kush en featuring avec Rim'K extrait de l'album sort le 22 septembre. YL apparaît en featuring sur le titre Reste de Médine extrait de son album Grand Médine sorti le 6 novembre 2020 et sur le titre Tous Carbo en featuring avec Solda extrait de la compilation Carbozo sortie le 11 décembre.

### 2021:Validéet collaborations
Le 8 avril 2021 sort le freestyle Larlar 5 (Yamine). Le 9 juin 2021, YL sort le titre Bagdad en featuring avec ASHE 22. YL apparait en featuring sur le titre Sasso 9 juillet 2021 Enfant2LaRue Vol.2. Le 28 juillet 2021 sort le titre 80 piges. Le 1er octobre, il apparaît en featuring sur le titre Enfants de la zermi de Dj Hamida extrait de son album Sunshine.
Fin septembre 2020, il est annoncé qu'YL joue un rôle dans la saison 2 de la série Validé, diffusée sur Canal+ en octobre 2021. Le rappeur participe également à la bande originale de la série sortie le 10 octobre 2021, sur le titre Sur le macadam en featuring avec Le Rat Luciano et Rimkus.
Bien qu'il soit absent du projet 100 % marseillais 13'Organisé sorti en octobre 2020, YL participe en compagnie de Sadek, Jul, ISK, Fahar, Uzi, Zbig et Alonzo au titre Mauvais garçon sur l'album collectif Le Classico organisé sorti le 5 novembre 2021,. Le rappeur collabore également avec R.E.D.K. sur le titre Vérité extrait de la compilation NouvlR, Vol. 1 sortie le 12 novembre 2021. Le 17 décembre sort le freestyle Larlar 6 (Sacoche).

### 2022: AlbumYamine
Le 21 janvier 2022 sort le vidéoclip de Prières en featuring avec ISK. Après avoir annoncé le 27 janvier le titre et la date de sortie de l'album, Yamine, prévu pour le 25 février 2022, le clip de Tata Fatima sort le 11 février 2022. Le 22 février sort le freestyle Booska Piccolo pour Booska-P accompagné de la liste des 14 pistes de l'album, comprenant des featurings avec ISK, Sasso et Kofs.
L'album Yamine sort le 25 février 2022. Concernant le titre, le rappeur déclare : « ma mère m'a prénommé « Yamine », ce qui signifie le droit, le fortuné, le prospère. J'ai décidé de donner ce nom à mon troisième album ».

### 2023: AlbumLarlar (Part. 1)
Le 4 janvier 2023 sort le vidéoclip du freestyle Larlar 7 (Hollandia), tourné à Rotterdam. Le 15 février sort le titre Dounia. Le 6 septembre sort le freestyle Larlar 8 (Ma 6-T a cracker), suivi le 20 septembre du single Papicha en featuring avec Sadek. Le 15 novembre sort le freestyle Larlar 9 (Encore).
Le 21 novembre, YL annonce son prochain album, intitulé Larlar (Part. 1) et comprenant la participation de Mig, Kofs et Sadek. L'album sort le 24 novembre 2023, accompagné du vidéoclip du single A6-A7 en featuring avec MIG,.

### 2024: AlbumLarlar (Part. 2)
L'album Larlar (Part. 2), comprenant des featurings avec TK, ASHE 22, Anas, Fgz et Krimo 68, sort le 23 février 2024.

## Classements et certifications

### Albums
| Titre                          | Année | Classement | Classement | Classement | Certification      |
| Titre                          | Année | FR         | BEL (WA)   | SWI        | Certification      |
| ------------------------------ | ----- | ---------- | ---------- | ---------- | ------------------ |
| Confidences                    | 2018  | 2          | 24         | 90         | France (SNEP) : Or |
| Nyx et Érèbe / Æther et Héméra | 2019  | 11         | 28         | 69         | France (SNEP) : Or |
| Vaillants                      | 2020  | 17         | 36         | —          |                    |
| Compte de faits                | 2020  | 10         | 32         | 85         |                    |
| Yamine                         | 2022  | 27         | 83         | —          |                    |

### Singles
| Année | Titre                           | Classement | Classement    | Certification           | Album           |
| Année | Titre                           | FRA        | BEL (WA)      | Certification           | Album           |
| ----- | ------------------------------- | ---------- | ------------- | ----------------------- | --------------- |
| 2018  | Fruit d'mon époque              | 75         | —             | —                       | Confidences     |
| 2018  | Vai nova (feat. Soolking)       | 38         | —             | —                       | Confidences     |
| 2018  | La hagra (feat. Sofiane & Niro) | 45         | —             | —                       | Confidences     |
| 2018  | Sicario (feat. Ninho)           | 25         | 31 (Ultratip) | France (SNEP) : Or      | Confidences     |
| 2018  | Donne-nous le (feat. Alonzo)    | 71         | —             | —                       | Confidences     |
| 2018  | Oublie-moi                      | 87         | —             | —                       | Confidences     |
| 2018  | Elle me ment                    | 93         | —             | —                       | Confidences     |
| 2018  | Favelas                         | 102        | —             | —                       | Confidences     |
| 2018  | Ciel                            | 118        | —             | —                       | Confidences     |
| 2018  | Escort                          | 119        | —             | —                       | Confidences     |
| 2018  | Zanotti                         | 120        | —             | —                       | Confidences     |
| 2018  | Métaux                          | 143        | —             | —                       | Confidences     |
| 2018  | Yamine                          | 154        | —             | —                       | Confidences     |
| 2018  | Ahmed Othman                    | 159        | —             | —                       | Confidences     |
| 2018  | Mon barrio                      | 168        | —             | —                       | Confidences     |
| 2018  | La cause de mon père            | 184        | —             | —                       | Confidences     |
| 2019  | Nina                            | 21         | —             | France (SNEP) : Platine | Nyx et Érèbe    |
| 2019  | Regarde moi                     | 90         | —             | —                       | Nyx et Érèbe    |
| 2019  | On fait l'mal (feat. Niro)      | 103        | —             | —                       | Nyx et Érèbe    |
| 2019  | 3min6                           | 115        | —             | —                       | Nyx et Érèbe    |
| 2019  | Tôt ou tard                     | 163        | —             | —                       | Nyx et Érèbe    |
| 2019  | Bénéfices                       | 191        | —             | —                       | Nyx et Érèbe    |
| 2019  | Pas pareil (feat. Timal)        | 113        | —             | —                       | Nyx et Érèbe    |
| 2019  | Mala (feat. RK)                 | 83         | —             | —                       | Æther et Héméra |
| 2019  | Tu m'en veux                    | —          | —             | France (SNEP) : Or      | Æther et Héméra |
| 2020  | Vaillante                       | 19         | —             | France (SNEP) : Platine | Vaillants       |